# Реван (персонаж)
Ре́ван (англ. Revan) або, як Темний Лорд, Дарт Ре́ван (англ. Darth Revan) — персонаж із Розширеного Всесвіту Зоряних війн. Реван вперше з'явився як ігровий персонаж в комп'ютерній грі Star Wars: Knights of the Old Republic від BioWare, дії якої відбуваються через 40 років після Війни Ситхів і переходу Екзари Кун на Темний бік (близько 4000 років до фільму Зоряні війни. Епізод I. Прихована загроза).
За сюжетом гри Реван може бути, на вибір гравців, чоловіком або жінкою; хоча чоловіча версія Ревана вважається каноном. Вибір чоловічого або жіночої статі для Ревана призводить лише до відмінностей в плані того, в кого герой може закохатися в грі, а також до деяких розбіжностей щодо ставлення інших персонажів упродовж сюжету. Однак пілот Еттон Ренд, який з'являється у другій частині Star Wars: Knights of the Old Republic II — The Sith Lords, котрий служив під командуванням Ревана за замовчуванням зазначає, що Реван була жінкою. Втім, за бажанням гравця це можна спростувати. У грі Star Wars: Knights of the Old Republic його озвучував Ріно Романо, в MMORPG 2011 року Star Wars: The Old Republic — Джефф Беннетт.
Реван — ім'я, яке належить двом особистостям одного і того ж персонажа: джедаю, який став відомим ситхом під ім'ям Дарт Реван, а потім герою Старої Республіки, чия особистість була змінена за допомогою стирання пам'яті після захоплення Ревана джедаями. Історія Ревана головним чином розвивається в Star Wars: Knights of the Old Republic, де розповідається про пошуки Ревана, після зміни свідомості, давньої зброї — Зоряної Кузні, завдяки видінням з його минулих діянь з пошуку цього артефакту — в ті часи, коли він ще був Дартом Реваном. Його історія до цих подій розказана в коміксах «Зоряні Війни: Стара Республіка: Реван» і різних довідниках по світу Старої Республіки. Його історія розвивається в грі Star Wars: Knights of the Old Republic II — The Sith Lords. а також в інших творах по всесвіту Star Wars.
Змінена особистість Ревана, який став джедаєм, займає центральне місце в історії гри і формує основний сюжетний поворот в Star Wars: Knights of the Old Republic, де гравець виявляє до кінця гри, що його герой — колишній/я Темний Лорд Ситхів. Персонаж швидко став одним з головних і найбільш оцінених персонажів світу Старої Республіки і отримав значну увагу з боку критиків і шанувальників всесвіту Star Wars.

## Історія

### Лицар Старої Республіки
Про походження Ревана немає достовірних відомостей. Відомо тільки те, що він народився за 3983 року ДБЯ. Джедай Крея, яка була його наставницею, вважала, що він народився в одному з так званих Незвіданих Регіонів за межами Зовнішнього Кільця галактики. Він тренувався як джедай під керівництвом кількох майстрів, в тому числі Креї, на Корусанті та Дантуїні. Він був одним з джедаїв, які боролися в Мандалорських війнах. Він хотів, аби джедаї завоювали території, залишені мандалорцями. Це принесло йому прізвисько «месник». Після геноциду катарів, влаштованого мандалорцями, він вирушив на війну з групою джедаїв всупереч рішенню Ради джедаїв. Він, як і його учень Алек Скуінкаргесімус, був попереджений Радою, яка турбувалася, що його бажання завоювання руйнує його особистість. Він, проте, зібрав армію з тисяч джедаїв з метою боротьби з мандалорцями в ході проголошеного ним «хрестового походу джедаїв». Реван на чолі сил джедаїв розбив сили мандалорців, убивши їх духовного лідера, Мандалора Великого. Він сховав його шолом, артефакт, без якого мандалорці не могли більше мати лідера, на Реккіаде.

### Пошуки Зоряної Кузні
На Малакорі V, під час останнього бою цієї війни, Реван і Алек звернулися до Темної сторони Сили і почали пошуки могутньої стародавньої зброї, Зоряною Кузні. Але вони полетіли з залишками реваншистів і Республіканських Солдатів у Незвідані Регіони. Там Реван зустрівся з Імператором «Справжніх» Сітхів. Протягом багатьох місяців Реван і Малак вдавали, що вони є членами Імперії Сітхів і через 6-10 місяців вторглися в зал Імператора Сітхів, улаштувавши державний переворот. Після повернення Реван проголосив себе Темним Владикою ситхів і взяв свого лейтенанта і друга Алека собі в учні. Він взяв собі ім'я Дарт Ревана, а своєму учневі дав ім'я Дарт Малак. Вони в підсумку виявили Зоряну Кузню і створили потужний флот. Однак Реван в підсумку відмовився від потужностей Кузні, усвідомлюючи, що вона була дуже небезпечна сама по собі, адже працювала на енергії Темного боку Сили. Після цього він вирушив на завоювання Галактики і завоював велику частину Зовнішнього Кільця.
Однак його успішний шлях закінчився після того, як він був захоплений групою джедаїв за участю Бастили Шан. Дарт Малак, який відчув можливість одночасно позбутися як від джедаїв, так і від свого наставника, зрадив останнього, відкривши вогонь зі свого корабля по флагманському містку, але не зміг його вбити. Після аварії корабля Ревана, Реван отримавши важке поранення, був ув'язнений силами джедаїв і доставлений до Ради джедаїв на планету Дералію. Рада джедаїв ухвалила рішення «переписати» особистість Ревана, залишивши його в живих. Тим часом Дарт Малак прийняв командування над силами ситхів.
«Новий» Реван прокинувся з амнезією на борту «Шпиля Ендара», корабля Республіки, де знаходилася Бастила Шан, яка переслідувалася силами ситхів. Йому вдалося втекти за допомогою Карта Онасі, солдата Республіки. Вони сіли на рятувальний модуль і здійснили аварійну посадку в верхньому місті планети Таріс, що страждав від карантину, влаштованого ситхами. Обидва вирушили на пошуки Бастили Шан і виявили її в нижньому місті. Разом вони зуміли втекти з Таріса і сховатися в анклаві джедаїв на Дантуїні. Там вони дізналися про існування Зоряної Кузні, знову заволодіти якої прагнув Дарт Малак. Після цього вони вирушили на пошуки загубленої Зоряною Карти, яка містила інформацію про всю галактику і була єдиним ключем до знаходження місця розташування Кузні. Спійманий в пастку з його групою адміралом Соул Каратом, Реван був ув'язненний на кораблі ситхів «Левіафані». Він зумів утекти, але Дарт Малак, який трапився йому на шляху до порятунку, розкрив справжню особистість Ревана, так само як і подвійну гру Бастили Шан, яка знала, але приховувала правду про Ревана від нього самого. Дарт Малак під час битви зумів захопити Бастилу, а пізніше зманив її на Темну сторону Сили. Реван і його супутники, в ході їх пошуків, виявили всі частини Зоряною Карти і попрямували до планети Лехонь, де і знаходилася древня зброя. Вони зуміли наблизитися до Кузні завдяки допомозі сил Республіки. Зоряна Кузня, як виявилось, перебувала під посиленою охороною флоту ситхів, дії якого координувалися Бастилою Шан і її підручними. Реван, в результаті, зустрівся віч-на-віч з Дартом Малаком і переміг його в фінальному бою. Він також зумів, за канонічним сюжетом, повернути Бастилу Шан на Світлий бік, зокрема, шляхом освідчення їй у коханні. Після цього вона використовувала свої навички бойової медитації для допомоги силам Республіки проти флоту ситхів, який зазнав поразки в битві при Раката-Прайм, що закінчилося в підсумку руйнуванням старовинної зброї.

## Додаткова література
- Alex Kane. Star Wars: Knights of the Old Republic. — LA : Boss Fight Books[en], 2019. — 128 с. — ISBN 978-1-940535-21-0. (англ.)